# Nannup
Nannup er en by i Australien i delstaten Western Australia. Den er beliggende 280 km syd for Perth, og har 959(2021) indbyggere.